# معركة القلعة الثانية في بني عباس (1559)
اندلعت معركة القلعة الثانية في بني عباس في أكتوبر عام 1559، وعارضت ولاية الجزائر وحليفها الظرفي مملكة كوكو إلى سلطنة بني عباس.
أمر حسن باشا بحملة ضد عاصمة المملكة، قلعة بني عباس، للانتقام من بعثة السلطان عبد العزيز من القلعة، التي دمرت حصون مجانة وبرج بوعريريج، من أجل القضاء على نفوذه، وفي اليوم الثاني من القتال، قُتل السلطان عبد العزيز. خلفه أخوه السلطان أحمد أمقران، وحافظ جنوده على مناصبهم، وبعد ثمانية أيام، كان حسن باشا، يرى أن وضعه لم يتطور، وأن جيشه كان يتكبد خسائر كل يوم، وكذلك الصعوبات المتعلقة بالتضاريس، كان عليه أن يتراجع.  ومع ذلك، عاد الأتراك إلى الجزائر العاصمة مع رأس السلطان عبد العزيز باعتباره الكأس.